# Szegedi vasúti Tisza-híd
A Szegedi vasúti Tisza-híd egy egykori szegedi híd, amely 1944-ig segítette a Szegedet Temesvárral és a szomszédos Bánáttal összekötő vasútvonalak forgalmát. Magyarország második vasúti Tisza-hídját eredetileg két vágány számára tervezték, ám 1920 után a hídon csak egy sínpár futott. A trianoni döntéssel jelentőségét veszítő létesítményt a második világháborús pusztítások után már nem állították helyre. Csak Magyarország és Románia Európai Unióhoz történő csatlakozása után vetődött fel az átkelőhely újbóli felépítése.

## Története

### Építés
1852-ben született döntés arról, hogy a Pest–Temesvár-vasútvonal Szegednél keresztezze a Tiszát. A Szegedi vasúti híd az Osztrák–Magyar Államvasút-Társaság Szeged-Temesvár-vasútvonala részeként épült 1857 és 1858 között. A szerkezetet a francia Ernest Cezanne (Ernest Goüin & Cie) tervezte, aki a megbízatás idején mindössze 27 éves volt. Az eredeti tervek szerint az átkelőhelynek igen jelentős teherforgalmat kellett volna lebonyolítania, ezért a hídon két vágány számára elegendő hely volt. Az építkezésen a korszak legkorszerűbb építőipari technológiáit alkalmazták. A híd cölöpözését 1857. március 1-jén kezdték. A folyam közepén felállított pillércsövekben túlnyomást hoztak létre. A csövek belsejében dolgozó munkások kézi erővel ásták egyre mélyebbre a pilléreket. A pillércsöveket belülről csavarozással erősítették egymáshoz, majd betonnal töltötték ki őket. Egy pillér két csőből állt. Míg a korszak hídjainak többsége a vasútépítés rohamtempójának megfelelően fából épült, addig a szegedi híd kovácsoltvas elemekből. A Franciaországból a helyszínre szállított bonyolult vasszerkezetet szegedi és környékbeli munkások rakták össze a francia tervezőmérnök vezetésével. Először e hídnál alkalmazták a szerkezet egyes elemeit egymáshoz rögzítő vasszegecseket. A híd az 1855-ben mért legmagasabb vízszint fölött 8 méterrel ívelt át, hogy a magasabb hajók árvíz idején is átkelhessenek alatta. A szerkezet próbaterhelésére 30 mozdony érkezett a Tiszához. A híd 1858. december 2-án nyílt meg. A hídépítés idejére fából ideiglenes munkahíd épült a folyón. Ezen haladt át a vasúti forgalom is, mivel a Szeged–Temesvár-vonalszakaszt már 1857. november 15-én, az állandó híd elkészülte előtt majd egy évvel átadták.
1891-ben a létesítmény a Szeged–Temesvár-vonal államosításakor a MÁV tulajdonába került. (Az Osztrák–Magyar Államvasút-Társaság ugyanis nevével ellentétben magánvasút volt.) A vasúti járművek egyre növekvő tömegét idővel az acélszerkezet nem bírta, ezért döntést hoztak arról, hogy egyszerre csak egy vonat tartózkodhat a hídon. A trianoni békekötést követő forgalomhanyatlást kihasználva az egyik sínpárt biztonsági okokból fel is szedték.

### Hídomlás

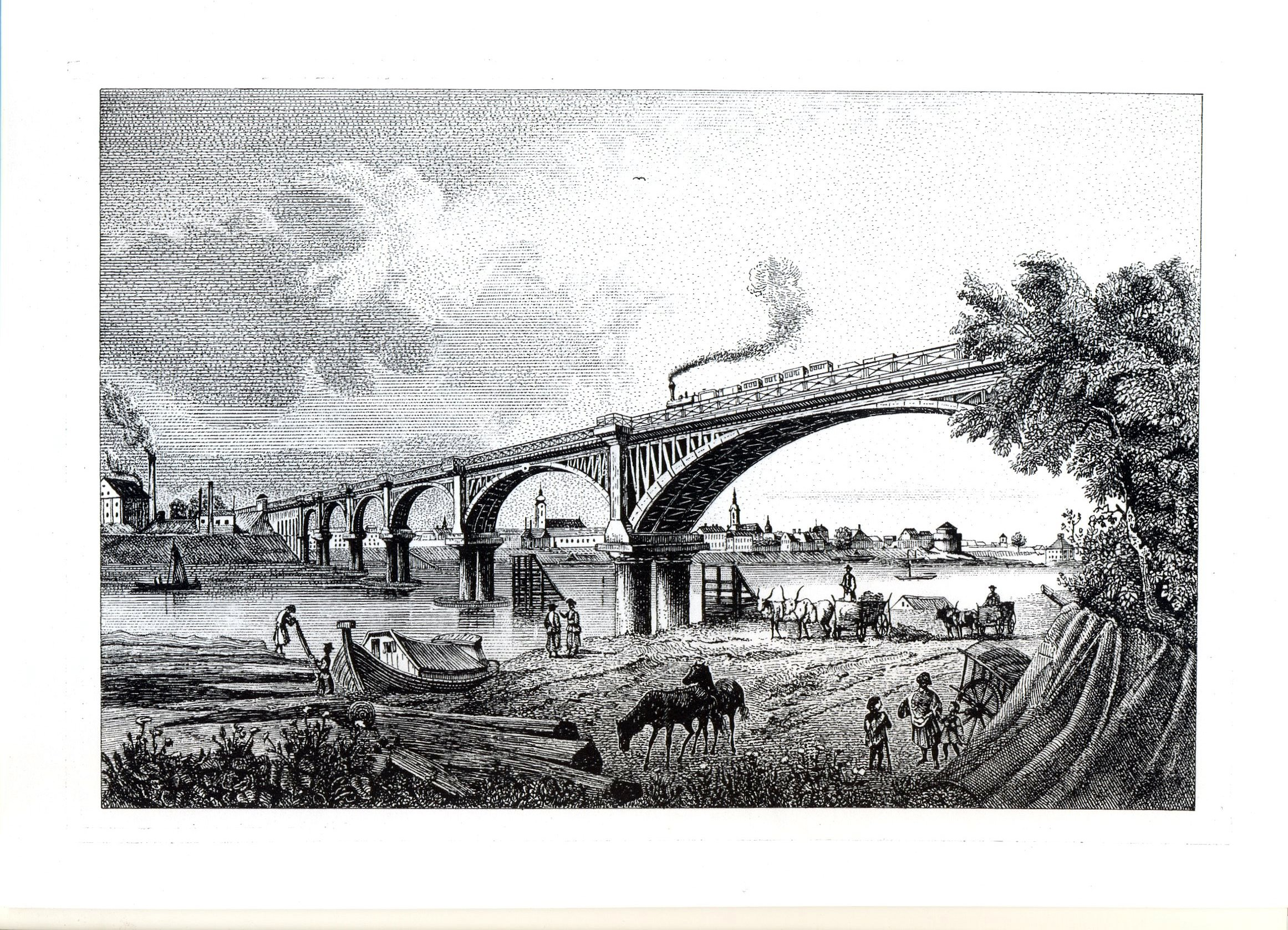
Somorjai Ferenc grafikája

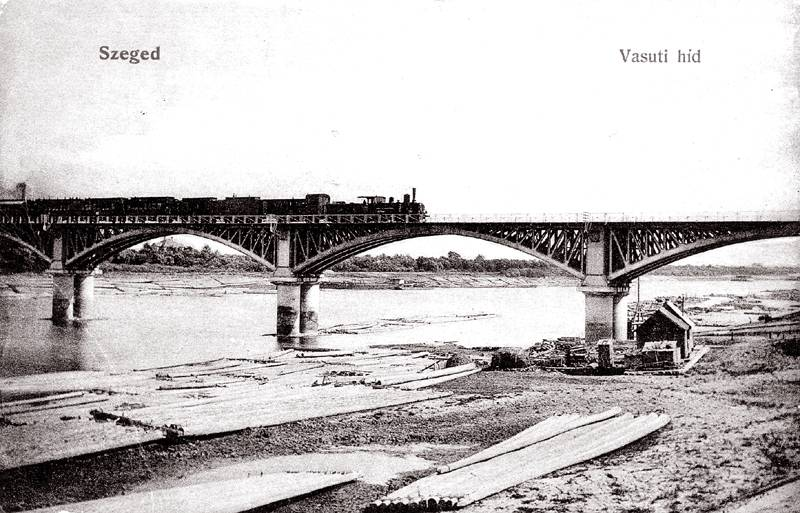
Vonat halad át a hídon egy régi képeslapon

A második világháború idején a Szegedi vasúti híd kiemelt hadászati jelentőséget nyert. Ezen a vonalon szállították a német csapatok utánpótlását a balkáni frontok irányába, illetve a román olajat a Harmadik Birodalom felé. A híd jelentőségével tisztában volt az angolszász hadvezetés is, ezért 1944 nyarán elrendelték megsemmisítését. A bombázók első, júliusi akciója még nem okozott jelentős károkat. 1944. augusztus 24-én Liberátorok több hullámban intéztek bombatámadást az átkelőhely ellen, és tönkretették a felvezető viaduktot. A harmadik, szeptember 3-ai támadás során a hídszerkezet 8 közvetlen találatot kapott, a szegedi parthoz legközelebbi pillér kimozdult a helyéből és a folyó irányában bedőlt. A gyorsan közeledő Vörös Hadsereg elől hátráló németek 1944. október 9-én a híd megmaradt nyílásait is felrobbantották. A háborút követő zűrzavarban egy sebtében fából ácsolt szerkezetet építettek a romos pillérek mellé, amelyen már 1944. november 12-én elindulhatott a forgalom. A fahíd azonban csak 2 évig szolgált. 1946-ban a jeges árvíz annyira tönkretette a szerkezetet, hogy a vasúti forgalmat be kellett szüntetni. Az utolsó vonat 1946. december 6-án kelt át Szegednél a Tiszán. 1947. január 1-jétől a közúti forgalmat is megszüntették.

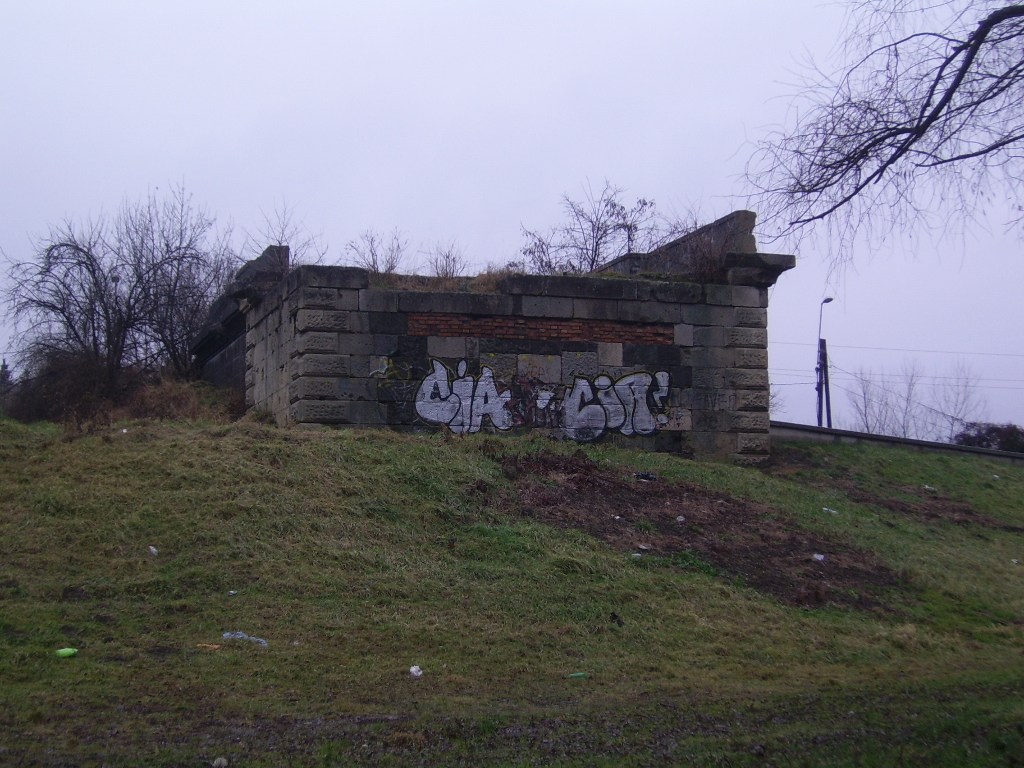
Az újszegedi hídfő megmaradt csonkja 2009-ben

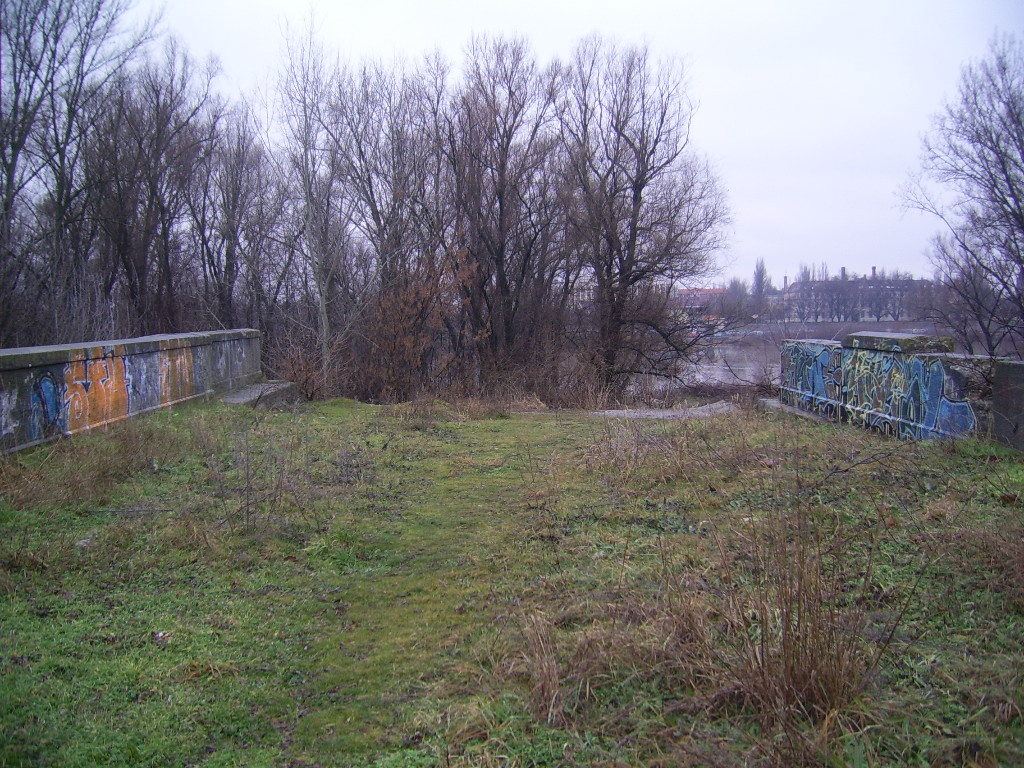
Szeged belvárosa az hídfőről

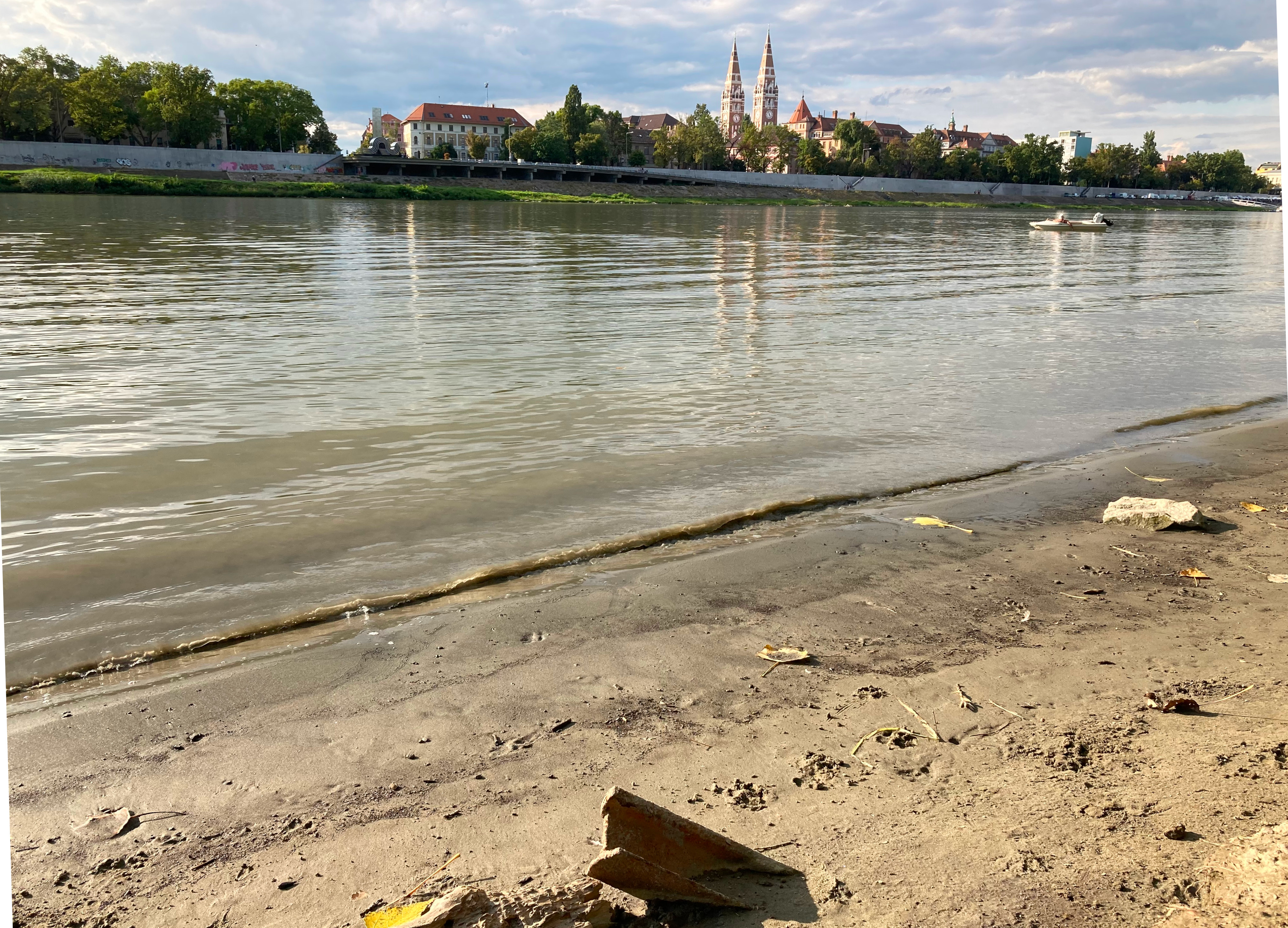
A híd maradványa 2022-ben, háttérben a Szegedi Dóm

A második világháború után a Tisza keleti partján fekvő vasútvonalak elveszítették jelentőségüket. Az Újszeged állomásra befutó vonatok csak az egyre apadó határ menti forgalmat szolgálták ki. Az 1950-es évek bezárkózó politikájában a főként nemzetközi forgalom kiszolgálására alkalmas híd helyreállítása nem tűnt fontos célnak, ezért az átkelőhely újbóli felépítésére nem került sor. A tiszai hajózás számára akadályt jelentő pilléreket az 1960-as években elbontották. Napjainkban már csak az újszegedi oldalon látható egykori hídfő és a túloldali emléktábla emlékeztetnek az első szegedi hídra.

### Lépések az új híd érdekében
Magyarország és Románia EU-csatlakozása után mindkét országban egyre többen ismerték fel a Temesvár–Szeged–Budapest-kapcsolat helyreállításának fontosságát. Az érdekelt térségek képviselői, területi és települési önkormányzatai lobbitevékenységbe kezdtek a vasúti kapcsolat helyreállítása érdekében. Az új híd kérdése felvetődött a magyar és a román kormány, illetve Csongrád és Temes megye közgyűléseinek 2008-as közös ülésein is. A magyar és a román közlekedési tárca közös feladatul kapta a híd felépítésének előkészítését. A vasúti kapcsolat helyreállításának kulcsszerep jut a „Szegedi Biopolisz” programban is.
Az új vasúti híd valószínűleg már nem valósulhat meg a régi helyén, mivel a jobbparti oldalon a korábbi felvezetőtöltés helyén ma már épületek állnak. További hátrány, hogy a vágányoknak igen kis sugarú ívben kellene rákanyarodniuk a Tisza fölötti hídra.
Szeged város rendezési tervében korábban is szerepelt a híd új helyen való újjáépítése. Ezt 2024-ben a körutat bezáró közúti híd tervezése kapcsán úgy módosították, hogy a közuti hidat és déli oldalán a vasúti hidat kicsit elforgatták és eltolták, hogy szebben zárja be Szeged Nagykörútját, illetve merőlegesebben íveljen át a Tisza felett. A vasútvonalat a Nagyállomástól a hídig lábakra állítják és a majdani vasút is enyhébb ívben tud így ráfordulni az újszegedi sínekre. A szegedi hídfőből egy rámpán a makói villamos vágányai ereszkednek le, amelyek végül a Kőlyukon keresztül érik el a Szeged–Hódmezővásárhely tram-train vonalát.

## További információk

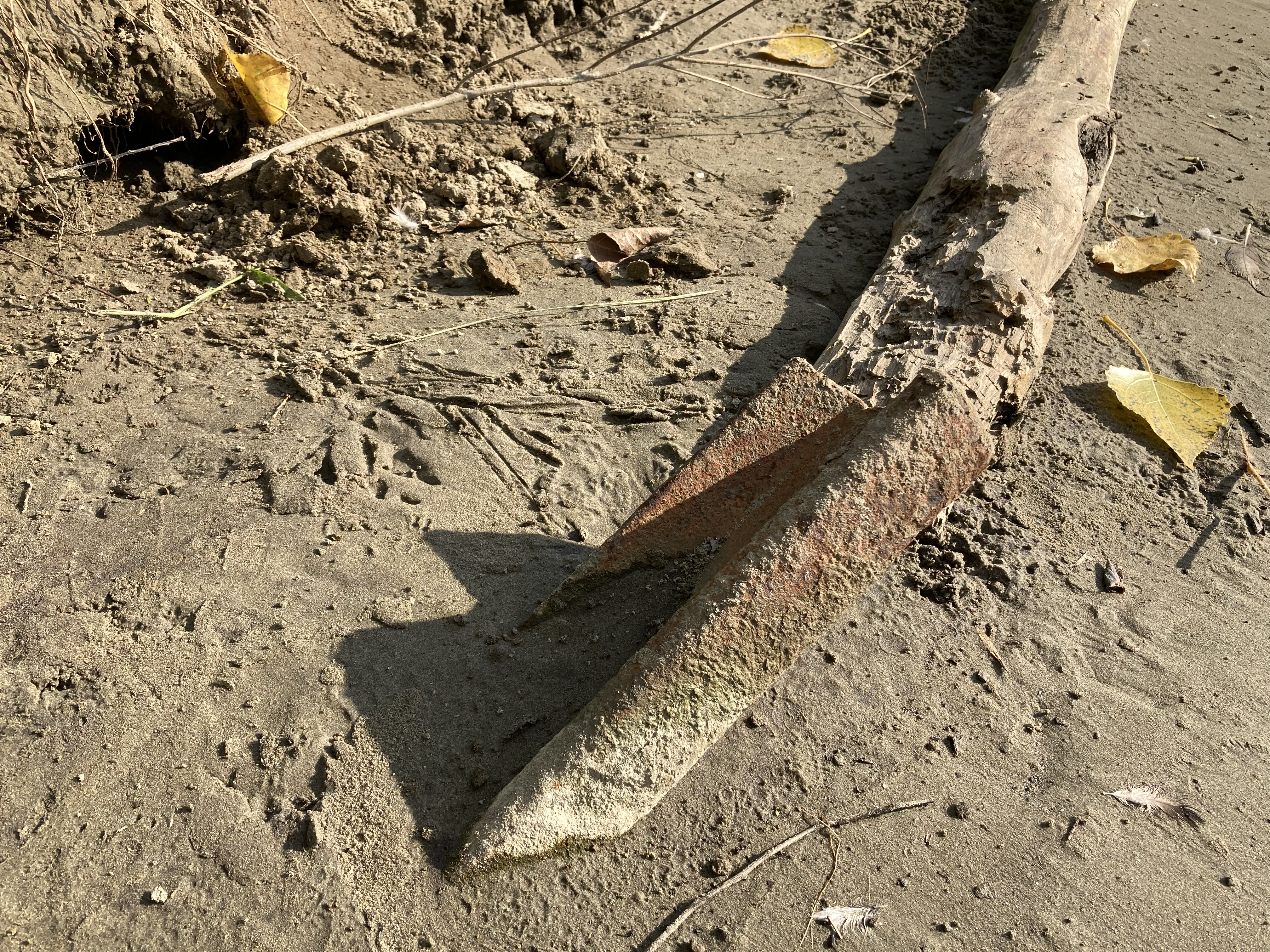
A vasúti híd maradványa 2022-ben